# Arly Velásquez
Arly Velásquez Peñaloza (Cancún, 17 de agosto de 1988) es un deportista mexicano que compite en esquí alpino adaptado. Participó en distintas competiciones paralímpicas de esquí, incluidos los Juegos Paralímpicos de Sochi 2014, y volverá a competir en los Juegos Paralímpicos de Pyeongchang 2018

## Biografía
Velásquez nació en la ciudad de Cancún el 17 de agosto de 1988. A los 11 años, empezó a participar de competencias de ciclismo de montaña, logrando ser el campeón nacional juvenil en el parque nacional Los Dinamos, en La Magdalena Contreras. Sin embargo, a los 13 años sufrió un accidente practicando el deporte que lo dejó sin movilidad en las piernas.
A pesar del accidente, Velásquez continuó practicando distintos deportes, incluidos pruebas de pista de 100 y 200 metros, lanzamiento de peso, jabalina, baloncesto y natación.
Durante unas vacaciones en Calgary, Canadá, conoció el mono-esquí. Disfrutó tanto la experiencia que decidió emigrar a Estados Unidos y Canadá para poder practicar profesionalmente el deporte.
Tuvo su debut paralímpico en los Juegos Paralímpicos de Vancouver 2010, donde compitió en las categorías de Eslalon y Eslalon gigante, terminando en el puesto 33.º y 26.º respectivamente.
Durante los Juegos Paralímpicos de Sochi 2014 logró el 11.º puesto en la prueba de Súper-G, este fue el mejor resultado de un deportista latinoamericano en este prueba y la mejor actuación en la historia en el deporte paralímpico mexicano invernal. Más adelante en los Juegos sufriría un accidente que lo alejaría varios meses del deporte.
En febrero de 2018 obtuvo el segundo puesto en la Copa Norteamericana.
Velásquez participara en los Juegos Paralímpicos de Pieonchang 2018, donde las categorías de Downhill, Súper-G y Eslalon gigante.

## Vida personal
Estudió en la Universidad Tecnológica de México y cine en Argentina. En su tiempo libre disfruta de meditar, tocar la batería y el bajo eléctrico, además de practicar múltiples deportes en silla de ruedas.